# De Zwaan (Callantsoog)
De Zwaan is een kleine molen in Callantsoog, in de Noord-Hollandse gemeente Schagen.
De molen staat sinds 1993 op de huidige plek. De molen is maalvaardig en is inmaler voor het natuurgebied. De molen is eigendom van de Stichting Callinger Erfgoed. Op het bovenhuis van de molen is een wapenschild met een zwaan geschilderd. De molen is een gemeentelijk monument.